# Leah Kalanguka
Leah Kalanguka (sinh ngày 11 tháng 11 năm 1993) là một nữ diễn viên, người mẫu Uganda, nữ hoàng sắc đẹp, được trao vương miện Hoa hậu Uganda 2014 và đại diện cho đất nước của cô tại cuộc thi Hoa hậu Thế giới 2014.

## Cuộc thi

### Hoa hậu Uganda 2014
Vào ngày 26 tháng 10 năm 2014, Leah Kalanguka, đại diện cho Quận Iganga, được trao vương miện Hoa hậu Uganda 2014, tại một buổi lễ được tổ chức tại Speke Resort, ở Munyonyo, đánh bại 19 thí sinh khác. Mặc dù cô đại diện cho một huyện từ Đông Uganda, cô bỏ lỡ vòng loại của khu vực phía đông. Cô đã đến Tooro, giúp dạy cho các bạn trẻ cách trồng cải bắp, một thứ mà mẹ cô, cũng là những người đến từ tiểu vùng, đã dạy cô. Cô đã có thể tham gia cuộc thi thông qua các lựa chọn mở được tổ chức tại Kampala, được mở cho tất cả các cô gái độc thân chưa bao giờ sinh con nằm trong độ tuổi từ 18 đến 24 tuổi.
Hoa hậu Thế giới 2014===
Leah đại diện cho Uganda trong cuộc thi Hoa hậu Thế giới 2014 được tổ chức tại London, Vương quốc Anh, vào tháng 12 năm 2014.

## Các vai trò khác
Vào năm 2015, Leah xuất hiện trong Sipi the Movie, do Jayant Maru đạo diễn, và có sự tham gia của Stephen Kiprotich và nam diễn viên Ugandan Patriq Nkakalukanyi.
Năm 2016, cô tham gia với tư cách là một thí sinh trong Next Top Model Thế giới 2016. Tại cuộc thi đó, cô đã được bình chọn là Hoa hậu Do Cộng đồng bầu chọn trong tổng số bốn mươi bốn thí sinh. Cô có số phiếu bầu cao nhất trên nền tảng bầu chọn trực tuyến của cuộc thi.